# Brandon Williams (baloncestista de 1999)
Brandon Williams (Los Ángeles, California, 22 de noviembre de 1999) es un baloncestista estadounidense que pertenece a la plantilla de los Dallas Mavericks de la NBA. Con 1,88 metros de estatura, juega en la posición de base.

## Trayectoria deportiva

### Universidad
Jugó una temporada con los Wildcats de la Universidad de Arizona, en la que promedió 11,4 puntos, 2,8 rebotes y 3,4 asistencias por partido. Se sometió a una cirugía de rodilla en 2019 y se perdió lo que habría sido su segunda temporada. Dejó Arizona en 2020 para curarse y prepararse para su eventual carrera profesional.

#### Estadísticas
| Año     | Equipo  | PJ       | PT       | MPP      | %TC      | %3P      | %TL      | RPP      | APP      | ROB      | TPP      | PPP      |
| ------- | ------- | -------- | -------- | -------- | -------- | -------- | -------- | -------- | -------- | -------- | -------- | -------- |
| 2018–19 | Arizona | 26       | 21       | 28.2     | .377     | .316     | .819     | 2.8      | 3.4      | .8       | .2       | 11.4     |
| 2019–20 | Arizona | Redshirt | Redshirt | Redshirt | Redshirt | Redshirt | Redshirt | Redshirt | Redshirt | Redshirt | Redshirt | Redshirt |

### Profesional
Tras no ser elegido en el Draft de la NBA de 2021, se unió a los Westchester Knicks de la NBA G League en el mes de octubre. Promedió 17,7 puntos, 4 rebotes y 4,7 asistencias por partido en 10 partidos.
El 26 de diciembre firmó un contrato de diez días con los Portland Trail Blazers para completar la plantilla después de que varios jugadores causaran baja debido a los protocolos de salud y seguridad de COVID-19. Al término del mismo, el 5 de enero de 2022 regresó a los Westchester Knicks. Pero el 21 de febrero, recibe un contrato dual con los Blazers. Fue cortado el 7 de octubre, antes del comienzo de la temporada 2022-23.
El 12 de septiembre de 2023 firmó con los Orlando Magic, pero fue despedido el 21 de octubre. El 2 de noviembre se incorporó al Osceola Magic.
El 28 de diciembre de 2023 firmó un contrato dual con los Dallas Mavericks. El 7 de marzo de 2025 registró un récord personal de 31 puntos contra los Memphis Grizzlies. El 11 de abril los Mavericks convirtieron su contrato dual en un contrato estándar.

## Estadísticas de su carrera en la NBA

### Temporada regular
| Año     | Equipo   | PJ | PT | MPP  | %TC  | %3P  | %TL  | RPP | APP | ROB | TPP | PPP  |
| ------- | -------- | -- | -- | ---- | ---- | ---- | ---- | --- | --- | --- | --- | ---- |
| 2021-22 | Portland | 24 | 16 | 26.7 | .372 | .292 | .701 | 3.1 | 3.9 | 1.0 | .4  | 12.9 |
| 2023-24 | Dallas   | 17 | 0  | 6.6  | .370 | .200 | .647 | .8  | 1.0 | .1  | .1  | 3.2  |
| 2024-25 | Dallas   | 33 | 3  | 14.8 | .521 | .400 | .833 | 1.8 | 2.3 | .7  | .2  | 8.3  |
| Total   | Total    | 74 | 19 | 16.8 | .426 | .320 | .744 | 2.0 | 2.5 | .7  | .2  | 8.6  |